# Jakub Jankto
Jakub Jankto (* 19. ledna 1996 Praha) je český profesionální fotbalista, který hraje na pozici levého záložníka za italský klub Cagliari Calcio. Také hraje za český národní tým.

## Klubová kariéra
Jankto je odchovancem Slavie Praha, do jejíž akademie se dostal ve věku 6 let. 

### Udinese
V červenci 2014 odešel do italského klubu Udinese Calcio, kde již před ním působilo několik českých fotbalistů. Na přestupu se podílela agentura SPORT INVEST International. V srpnu 2014 vstřelil první gól za A-mužstvo Udine v přípravném zápase proti amatérskému týmu Giorgione (výhra 6:0).

#### Ascoli (hostování)
V soutěžním zápase si ale start v první sezóně nepřipsal, následující pak strávil na hostování v druholigovém Ascoli, kde patřil mezi stabilní členy základní jedenáctky.

#### Návrat do Udinese
V italské Serii A debutoval za Udine 21. září 2016 proti týmu ACF Fiorentina (remíza 2:2, odehrál 5 minut). V základní sestavě nastoupil v italské nejvyšší lize poprvé o čtyři dny později proti týmu US Sassuolo Calcio (porážka 0:1). Premiérový gól v Serii A vstřelil 15. října 2016 Gianluigimu Buffonovi v utkání proti Juventusu (porážka 1:2).

### Sampdoria
Dne 6. července 2018 odešel Jankto do Sampdorie na roční hostování s opcí na přestup za 15 milionů eur. 12. srpna 2018 Jankto při svém debutu za Sampdorii skóroval v utkání Coppa Italia proti Viterbese (výhra 1:0). Jankto na konci sezóny 2018/19 přestoupil do Sampdorie natrvalo.

### Getafe
Dne 20. srpna 2021 podepsal Jankto dvouletou smlouvu se španělským klubem Getafe CF.

#### Sparta Praha (hostování)
10. srpna následujícího roku se vrátil do Česka, když se na rok upsal pražské Spartě.

## Reprezentační kariéra
Jakub Jankto reprezentoval Českou republiku v mládežnických týmech U17, U18, U19, U20 a U21.
S českou „jedenadvacítkou“ se v říjnu 2016 radoval z postupu na Mistrovství Evropy 2017. Trenér Vítězslav Lavička jej v červnu 2017 vzal na evropský šampionát v Polsku. Český tým obsadil se třemi body 4. místo v základní skupině C.
V březnu 2017 byl trenérem Karlem Jarolímem poprvé povolán do A-mužstva české fotbalové reprezentace na přátelské utkání s Litvou a kvalifikační zápas proti San Marinu.
Dne 22. března 2017 si připsal první start za mužskou reprezentaci a rovnou také poprvé skóroval. Stalo se tak v přátelském utkání proti Litvě (výhra 3:0) hraném na Městském stadionu v Ústí nad Labem. Svým gólem v 64. minutě zvyšoval na průběžných 2:0.

## Soukromý život
V září 2018 Jankto založil esportový klub Team Sampi. Team Sampi se účastní turnajů ve hrách FIFA, NHL, TrackMania a League of Legends. Největším úspěchem týmu je titul mistra světa hráče Martina „Kappa“ Krompolce ve hře TrackMania. V týmu mj. působí i „EKI“, mistr světa ve hře NHL 18.
Dne 13. února 2023 se Jankto na sociálních sítích přihlásil k homosexuální orientaci.
Dne 18. dubna 2023 byl zastaven policií a podrobil se dechové zkoušce z alkoholu, která byla negativní. Ale odmítl se podrobit testem na drogy. Navíc policisté zjistili, že mu byl v uplynulých měsících úředně odebrán řidičský průkaz.
O den později byl vyřazen z osobních důvodů a dopravního incidentu z pražské Sparty.

## Statistiky

### Klubové
K 13. únoru 2023
| Klub                 | Sezóna  | Liga         | Liga   | Liga | Pohár  | Pohár | Evropské poháry | Evropské poháry | Celkem | Celkem |
| Klub                 | Sezóna  | Liga         | Zápasy | Góly | Zápasy | Góly  | Zápasy          | Góly            | Zápasy | Góly   |
| -------------------- | ------- | ------------ | ------ | ---- | ------ | ----- | --------------- | --------------- | ------ | ------ |
| Ascoli (host.)       | 2015/16 | Serie B      | 34     | 5    | 1      | 0     | —               | —               | 35     | 5      |
| Udinese              | 2016/17 | Serie A      | 29     | 5    | 1      | 0     | —               | —               | 30     | 5      |
| Udinese              | 2017/18 | Serie A      | 36     | 4    | 3      | 2     | —               | —               | 39     | 6      |
| Udinese              | Celkem  | Celkem       | 65     | 9    | 4      | 2     | —               | —               | 69     | 11     |
| Sampdoria (host.)    | 2018/19 | Serie A      | 25     | 0    | 3      | 1     | —               | —               | 28     | 1      |
| Sampdoria            | 2019/20 | Serie A      | 30     | 2    | 1      | 0     | —               | —               | 31     | 2      |
| Sampdoria            | 2020/21 | Serie A      | 35     | 6    | 2      | 0     | —               | —               | 37     | 6      |
| Sampdoria            | 2021/22 | Serie A      | 0      | 0    | 1      | 0     | —               | —               | 1      | 0      |
| Sampdoria            | Celkem  | Celkem       | 90     | 8    | 7      | 1     | —               | —               | 97     | 9      |
| Getafe               | 2021/22 | La Liga      | 14     | 0    | 1      | 0     | —               | —               | 15     | 0      |
| Sparta Praha (host.) | 2022/23 | Fortuna:Liga | 10     | 1    | 0      | 0     | —               | —               | 10     | 0      |
| Celkem               | Celkem  | Celkem       | 213    | 22   | 12     | 3     | 0               | 0               | 226    | 25     |

### Reprezentační
K 13. únoru 2023
| Česko  | Česko  | Česko |
| Rok    | Zápasy | Góly  |
| ------ | ------ | ----- |
| 2017   | 10     | 1     |
| 2018   | 7      | 1     |
| 2019   | 9      | 1     |
| 2020   | 4      | 0     |
| 2021   | 11     | 1     |
| 2022   | 4      | 0     |
| Celkem | 45     | 4     |

#### Reprezentační góly
K zápasu odehranému 24. března 2021. Skóre a výsledky Česka jsou vždy zapisovány jako první.
| Gól | Datum              | Místo                                  | Soupeř     | Skóre | Výsledek | Soutěž                                |
| --- | ------------------ | -------------------------------------- | ---------- | ----- | -------- | ------------------------------------- |
| 1.  | 22. března 2017    | Městský stadion, Ústí nad Labem, Česko | Litva      | 2:0   | 3:0      | Přátelský zápas                       |
| 2.  | 15. listopadu 2018 | PGE Arena, Gdaňsk, Polsko              | Polsko     | 1:0   | 1:0      | Přátelský zápas                       |
| 3.  | 10. června 2019    | Andrův stadion, Olomouc, Česko         | Černá Hora | 1:0   | 3:0      | Kvalifikace na Euro 2020              |
| 4.  | 24. března 2021    | Arena Lublin, Lublin, Polsko           | Estonsko   | 6:1   | 6:2      | Kvalifikace na Mistrovství světa 2022 |